# Демуцкий, Илья Александрович
Илья Александрович Демуцкий (род. 27 апреля 1983, Ленинград) — российский композитор и дирижёр.

## Биография
Родился в Ленинграде в 1983 году. Окончил хоровое училище им. Глинки и Санкт-Петербургскую консерваторию по специальности хоровое дирижирование (класс профессора Татьяны Хитровой). В 2007 стал лауреатом стипендии Фулбрайта на получение степени магистра в консерватории Сан-Франциско по специальности композиция, в классе профессора Дэвида Конте. Входил в число самых уважаемых студентов консерватории. Среди учителей Демуцкого — Джон Адамс. Является художественным руководителем вокального ансамбля Cyrillique.
Лауреат премии Европейской киноакадемии («Лучший композитор 2016»), лауреат первой премии Международного конкурса композиторов «2 Agosto» (Болонья, 2013), лауреат конкурса Джима Хайсмита Консерватории Сан-Франциско (2008), лауреат Международного конкурса композиторов им. Сергея Прокофьева (2012), лауреат Конкурса композиторов к 100-летию Тихона Хренникова (2013). Лауреат премии «Золотая маска» за балет «Герой нашего времени».
Произведения исполнялись ансамблями Pacific Mozart Ensemble, хорами Петербургской консерватории и консерватории Сан-Франциско, хором Капеллы «Таврическая», камерным хором Смольного собора, оркестром консерватории Сан-Франциско, симфоническим оркестром радио «Орфей», Государственным симфоническим оркестром Республики Татарстан, Санкт-Петербургским государственным академическим симфоническим оркестром, оркестром театра «Комунале ди Болонья», оркестром Белгородской государственной филармонии.

## Творчество
До 2013 года большая часть написанных им произведений — это музыка к документальным фильмам. Начиная с 2010 года, он автор музыки ко всем лентам Сергея Мирошниченко. Так же он автор музыки к двум работам режиссёра-мультипликатора Александра Петрова — ролику к 175-летию Российских железных дорог и ролику «Полёт Жар-птицы» для церемонии открытия XI Паралимпийских зимних игр, заказчиком которого выступил Паралимпийский комитет России, он же утвердил Демуцкого в качестве композитора. Илья Демуцкий также автор музыки к официальному фильму XI зимних Паралимпийских игр в Сочи «Дух в движении», который лично отметил Владимир Путин.
В 2013 году громкий резонанс вызвал опубликованный блогером Рустемом Адагамовым и Надеждой Толоконниковой кусок телевизионной трансляции международного конкурса композиторов в Болонье. В качестве произведения — победителя конкурса, была исполнена симфоническая поэма Демуцкого «Последнее слово подсудимой», которая представляла собой положенный на музыку текст последнего слова Марии Алёхиной в процессе над делом «Pussy Riot».
Спустя год написал оперу «Новый Иерусалим» на либретто Артёма Суслова об охотниках за педофилами, прообразом либретто стали действия участников движения Оккупай-педофиляй. Опера дважды ставилась в Санкт-Петербурге и оба раза срывалась перед премьерой по требованию властей города. При том факт давления подтвердили и площадки, забронированные под премьеру. Опера стала причиной и нападения на композитора и ряда угроз в его адрес.
В начале 2014 года Илья Демуцкий приступил к написанию балета «Герой нашего времени» по одноимённой повести Лермонтова для Большого театра. Балет должен был писать композитор Юрий Красавин, однако по настоянию режиссёра-постановщика балета Кирилла Серебренникова, музыку было предложено написать Демуцкому. Премьера состоялась в июле 2015 года. Позже за музыку к балету ему была вручена «Золотая маска».
Автор музыки к спектаклям «(М)ученик» и «Кому на Руси жить хорошо» Кирилла Серебренникова и к его фильму «Ученик», за которую Илья Демуцкий был удостоен награды Европейской Киноакадемии в номинации «Лучший композитор Европы 2016».

## Произведения

### Оперы
- «Новый Иерусалим», музыкальная драма в 1 действии (2014)
- «Черный квадрат», в двух действиях (2018)

### Балеты
- «Герой нашего времени», в трёх действиях, по роману М. Ю. Лермонтова (заказ Большого театра России. Премьера — июль 2015)
- «Нуреев», в двух действиях, на либретто К. Серебренникова (заказ Большого театра России. Премьера — июль 2017)
- «Оптимистическая трагедия», симфония-балет в одном действии (заказ Балета Сан-Франциско. Премьера — январь 2017)
- «Анна Каренина», в двух действиях, по роману Л. Н. Толстого (заказ Joffrey Ballet of Chicago. Премьера — февраль 2019)
- «Chanel», балет в одном действии (по заказу MuzArts для прима-балерины Светланы Захаровой. Премьера в Большом театре России — июнь 2019)
- «Чайка», в двух действиях, по пьесе А. П. Чехова (Премьера в Большом театре России — июль 2021)
- «Анна Павлова. Без любви»[34], балет в одном действии (по заказу MuzArts и Международного фестиваля искусств «Дягилев P.S.» для проекта «Две Анны». Премьера — февраль 2025)

### Произведения для больших составов
- Симфоническая поэма «Лилит» (2008)
- Концерт для флейты с оркестром (2009)
- «Завтра была война», фрагмент для большого симфонического оркестра (2010)
- «Облако Оорта» для солирующего гобоя и симфонического оркестра (2011)
- «Последнее слово подсудимой» для меццо-сопрано с оркестром (2012)
- Поэма памяти…, для большого симфонического оркестра к 120-летию со дня смерти П. Чайковского (2013)
- Концерт для скрипки с оркестром (написан для Вадима Репина, 2022)

### Произведения для хора
- Свете тихий, для сопрано соло и хора a cappella (2006)
- Siebengesang des Todes, для хора a cappella на стихи Георга Тракля (на немецком языке) (2006)
- Три хора на стихи русских поэтов для хора a cappella (1999—2006)
  - 1. Не весна
  - 2. Монастырская песня
  - 3. Зашумела, разгулялась в поле непогода
- Благослови, Душе моя, Господа, для сопрано соло и хора a cappella (2008)
- Шесть духовных песнопений, для женских голосов (2009)
- «Пепел», хоровая поэма для сопрано соло и смешанного хора a cappella на стихи Э. Межелайтиса (2010)
- «Ave Verum Corpus» для смешанного хора a cappella (2010)
- «Великая вечерня» в 8 частях для смешанного хора a cappella (2011/2012):
  - I. Приидите, поклонимся
  - II. Благослови, душе моя, Господа
  - III. Блажен муж:
  - IV. Услыши мя, Господи
  - V. Свете тихий
  - VI. Ныне отпущаеши
  - VII. Богородице Дево, радуйся
  - VIII. Хвалите имя Господне
- «Ave Virgo Sanctissima» для смешанного хора a cappella (2012)
- Титаник для смешанного хора a cappella (2014)
- «Ковчег» для смешанного хора a cappella (2016) на стихи Д. Макарова

### Вокальные произведения
- 6 et 9 на стихи Гийома Аполлинера для меццо-сопрано и струнного квартета (2013)
- The Last Toast, для баритона соло и фортепиано на стихи А. Ахматовой (на английском языке) (2009):
- Сон, для сопрано соло и фортепиано на стихи В. Набокова (2005)
- При свече, для сопрано соло и фортепиано на стихи И. Бунина (2002, ред. 2011)
- Две песни для баритона соло и фортепиано на стихи В. Маяковского (2001)
- Красною кистью…, для меццо-сопрано соло и фортепиано на стихи М. Цветаевой (2000, ред. 2011)
- Две песни для сопрано соло и фортепиано на стихи А. Блока (1999, ред. 2011)
- Новый Афон, для мужского хора и соло дудука (2009)

### Произведения для камерных составов
- Скерцо, дуэт для двух альтов (2007)
- Фантазия для альта соло (2007)
- Соната для фортепиано (2008)
- Кантилена для альта и контрабаса (2008)
- 6 et 9 на стихи Гийома Аполлинера для меццо-сопрано и струнного квартета (2013)

### Электронная музыка
- Requiem for Hi-Tek: requiem — kyrie — dies irae — lacrimosa (2001)
- Sirenas (2006)
- Чёрный Квадрат (2007)
- Dream Argument (2009)

### Музыка к фильмам
- «Река Жизни: Валентин Распутин» (реж. С.Мирошниченко, студия «Остров», 2011)
- «Рождённые в СССР: 28 лет» (реж. С. Мирошниченко, студия «Остров», 2012)
- «Данный взамен» (реж. София Гевейлер, 2013)
- «Философия мягкого пути» (реж. С. Мирошниченко, студия «Остров», 2014)
- «Кольца мира» (официальный Олимпийский фильм, реж. С. Мирошниченко, студия «Остров», 2015)
- «Дух в движении» (первый в истории официальный Паралимпийский фильм, ВГИК-Дебют, студия «Остров», 2015)
- «Ученик» (реж. К. Серебренников, Hype Production, 2016)

### Музыка к рекламным роликам
- Анимационный ролик к юбилею РЖД, реж. Александр Петров.